# ドゥワ・ラシ・ラー
ドゥワ・ラシ・ラー（表記ゆれ：ドゥワラシラーなど）（ビルマ語: ဒူဝါလရှီးလ、英語:  Duwa Lashi La）はミャンマーの政治家、法律家であり、カチン国家協議会の議長を務める。少数民族のカチン族に属する。
クーデター後の2021年4月16日に連邦議会代表委員会により、軍主導の国家行政評議会に対抗する民主派主導の国民統一政府(ミャンマー)の副大統領に指名された。また、同団体の臨時大統領を兼務している。
2021年9月7日、ドゥワ・ラシ・ラーは軍事政権に対する防衛戦が始まったと宣言し、市民に国の隅々で軍事政権に対し蜂起するよう呼びかけた。

## 経歴と教育
現在のシャン州北部のMung Ji村で生まれ、ラーショー高校を卒業し故郷のMongji Schoolに教師として勤めた。その後メイミョー(現在のピン・ウー・ルウィン)の聖ミカエル学校の第十学年に再入学し.  1970年にはヤンゴン大学に入学して法律を学び、1974年には文学士号、1975年には法学士号を得た。
卒業後は検察官としてミッチーナーとラーショー で二年間働いた後、1978年から1994年までの16年間法務官として勤めた。退職後は複数の市民組織で働き、地域開発や麻薬対策などに取り組んだ。

## 2021年のクーデター後
ドゥワ・ラシ・ラーは連邦議会代表委員会とKachin Political Interim Coordination Team (KPICT)の会合の後、副大統領・大統領代行に指名された。 現地メディアのイラワディによれば、会合中に彼は「私達は暴君を倒し新時代を築くために革命を行っており、軍と関わりのあった人々を含めるのは良くなく、民主主義と連邦制への改革の展望を持った人物を選ぶ方が良い」ので、拘束された副大統領ヘンリー・バン・ティオは他の人物に置き換えられるべきと論じた。連邦議会代表委員会は同意した上で、彼にその地位に就くよう要請し、承諾を得たという。